# Токачі-Мару
Токачі-Мару — транспортне судно, яке під час Другої світової війни брало участь у операціях японських збройних сил на Тихому океані. 
Судно спорудили в 1939 році на верфі Tsurumi Seitetsu Zosen для компанії  Hokkaido Tanko Kisen. 
У вересні 1941-го «Токачі-Мару» реквізували для потреб Імперського флоту Японії, після чого до середини жовтня воно пройшло певне переобладнання на верфі Mitsubishi Zosen у Нагасакі для використання як флотський вугільщик. До кінця літа 1942-го судно несло службу із відвіданням портів Японського архіпелагу, Кореї та північного Китаю.
У вересні 1942-го судно перевели до Флоту Південно-Західної зони (контролював окуповані території Південно-Східної Азії) і наприкінці цього імсяця воно вирушило на південь до Нідерландської Ост-Індії.
17 січня 1943-го «Токачі-Мару» затонуло унаслідок підриву на міні японського загородження, виставленого в районі Сурабаї (головна база на сході Яви).